# Vraca (Bugarska)
Vraca (bugarski: Враца) je grad u sjeverozapadnoj Bugarskoj, na obroncima planine Balkan. Sjedište je upravne Oblasti Vraca.
Današnja Vraca je trgovačko i obrtničko središte i značajno Bugarsko željezničko čvorište. Vraca ima pogone tekstilne, metalne, kemijske i keramičarske industrije. Vraca je bila značajano upravno središte i velik vojnički garnizon i za Otomanskog carstva (XV-XIX st.)

## Zemljopisne osobine
Vraca je jedan od najslikovitijih bugarskih gradova. Smešten je na obroncima planine "Vračanski Balkan", na obalama rijeke Leva koja tiho prolazi kroz grad. Velike kamene stijene okružuju grad. Vraca je udaljena 116 km od glavnog grada Sofije. 
Nekoliko zaštićenih prirodnih i povijesnih spomenika nalaze se na području "Državne šume Vraca".

## Povijest
Vraca je naselje koje su još u antici osnovali Tračani. Vracu su Rimljni zvali Valve ("vrata utvrde") zbog prirodnog prolaza koji je vodio do glavnih gradskih vrata. I danas je ovaj prolaz simbol grada, nalazi se na grbu grada.
Nakon podjele rimskog carstva, Vraca je postala dio  Istočnog rimskog carstva.
U VI. st. na teritorij Vrace se naseljavaju južnoslavenska plemena. 
U VII st. Bugari i Slaveni, osnivaju Prvo Bugarsko Carstvo, u njega je uljučena i Vraca. Grad je izrastao u značajnu stratešku utvrdu, zbog svoje iznimne granične pozicije. Ime grada je izmijenjeno iz Valve u slavenski prijevod Vratica, iz kojeg je izvedeno današnje ime. Vraca je u Bugarskoj bila poznata po proizvodima svojih zlatara i po svom vojničkom značenju.
U VIII. st. bugarske vojske zauzele su Sofiju, koja je bila na boljoj poziciji od Vrace, tako da je otad snaga i utjecaj Vrace počela opadati.
Vraca je ponovo postala značajna utvrda kada je u srednjem vijeku opstanak Bugarske države ugrozio napad Bizanta, Srbije i Mađarske.

## Zbratimljeni gradovi
- Bor, Srbija
- Sumi, Ukrajina

## Vanjske poveznice
- Gradski portal
- Grad Vraca  Arhivirana inačica izvorne stranice od 10. travnja 2008. (Wayback Machine)
- Oblast Vraca; karte, stanovništvo itd